# Hystrichonychus nolinae
Hystrichonychus nolinae är en spindeldjursart som beskrevs av Baker och James P. Tuttle 1994. Hystrichonychus nolinae ingår i släktet Hystrichonychus och familjen Tetranychidae. Inga underarter finns listade i Catalogue of Life.